# اونوم
اونوم (انگلیسی: Unum) شرکت بیمه آمریکایی است، که در سال ۱۸۴۸ تأسیس شد.